# سیارک ۹۹۹۷
سیارک ۹۹۹۷ (به انگلیسی: 9997 COBE، نامگذاری:1217T-1) نه هزار و نهصد و نود و هفتمین سیارک کشف شده‌است که در ۲۵ مارس ۱۹۷۱ کشف شد.
قدر مطلق سیارک برابر ۱۳٫۷۰ است.